# Toghon Temür
Toghon Temür (mongol: Тогоонтөмөр, Togoontömör; 25 de mayo de 1320 - 3 de mayo de 1370), también conocido por el nombre del templo Huizong (chino: 惠 宗) otorgado por la dinastía Yuan del Norte en Mongolia y por el nombre póstumo Shundi (chino: 順帝; Wade-Giles: Shun-ti) otorgado por el emperador Hongwu de la dinastía Ming de China, era un hijo de Khutughtu Khan Kusala que gobernó como último emperador de la dinastía Yuan. Aparte de emperador de China, también se considera el último Khan del imperio mongol, aunque sólo era nominal debido a la división del imperio en el comienzo de la dinastía Yuan.
Durante los últimos años de su reinado, los Yuan fueron derrocados por la Revuelta de los Turbantes Rojos, que establecieron la dinastía Ming, aunque los mongoles mantuvieron el control de Mongolia.
El emperador Huizong fue un estudiante budista con el Karmapa (jefes de la escuela Karma Kagyu del budismo tibetano) y fue considerado una encarnación anterior de Tai Situpa. Invitó especialmente al sabio Dolpopa Sherab Gyaltsen para que le enseñara, pero fue rechazado.

## Antes de su reinado
Toghon Temür nació de Kuśala, conocido como Khutughtu Khan o emperador Mingzong, cuando estaba en el exilio en Asia Central. La madre de Toghon Temür era Mailaiti, descendiente de Arslan, el jefe de los Karluks que participó en la guerra civil conocida como la Guerra de las dos capitales que estalló después de la muerte de Yesun Temür (emperador Taiding) en 1328.
Toghon Temür asistió a su padre y entró en Shangdu, Mongolia. Sin embargo, después de que su padre Kuśala murió; El Temür decide proclamar como gran khan al hermano de Toghon Temür como Emperador Ningzong de Yuan (emperador Wenzong), pero murió dos meses después, cuando solamente tenía siete años de edad. Aun así a él se le mantuvo fuera de la corte y fue desterrado a Goryeo (la moderna Corea). Mientras estaba en el exilio, su madre fue ejecutada.
El Temür envió tropas de Yuan para eliminarlo pero fue rápidamente ayudado por el Rey de Goryeo en ese entonces Wang Jeong y según una versión es aquí cuando conoce a Seung Nyang una soldado de la Armada de Goryeo que se hacía pasar por hombre, Toghon Temür le cogió mucho cariño y aprecio; cuando acabó descubriendo su identidad le prometió hacerla su emperatriz (poco más tarde se convertiría en su tercera esposa y emperatriz consorte).
El Temür pidió a Budashiri que proclamara a El Tegüs, pero la petición fue denegada, y El Temür no tuvo más salida que invitar a Toghon Temür a regresar a la capital y ascender al trono.
El Temür temía que Toghon Temür, que era demasiado maduro para dejarse manejar como una marioneta, tomaría las armas contra él ya que era sospechoso del asesinato del padre de Toghon Temür y del emperador Mingzong, así que decide casar a Toghon Temür con su hija Danashri, a cuyo hermano da orden de atentar contra la vida del emperador. Después de que El Temür sea descubierto y culpado por las muertes de los soberanos es juzgado por sus crímenes por lo que su entronización se pospuso durante seis meses hasta la muerte de El Temür en 1333.
Toghon Temür se reunió entonces con la primera dama Qi que anteriormente se hacía llamar Seung Nyang, una concubina coreana de la que estaba profundamente enamorado. La Dama Qi había sido enviada a China en algún momento a finales de los años 1320 como "tributo humano", pues desde su sumisión al imperio mongol se pedía a los reyes de Goryeo que enviaran cierto número de hermosas adolescentes a la corte Yuan para servir como concubinas. Fue la dama Qi quien le cuenta todo a Toghon sobre el complot del Temür y su hija la emperatriz Danashri, que fue ejecutada en 1335 siendo sustituida por la consorte de Goryeo.

## Luchas durante el inicio del reinado
El nuevo emperador nombró a su primo El Tegüs príncipe de la corona bajo la tutela de la madre de El Tegüs Budashiri, pero permaneció controlado por los señores de la guerra, incluso después de la muerte de El Temür. Entre ellos, Bayan que llegó a ser tan poderoso como El Temür había sido. Se desempeñó como ministro de la Secretaría y aplastó una rebelión del hijo de El Temür. Durante su gobierno despótico, hizo varias purgas y también suspendió el sistema de examen imperial.
Cuando Toghon Temür trató de promocionar a la dama Qi como esposa, lo que era contrario a la práctica habitual de solamente tomar esposas secundarias de los clanes mongoles, creó tal oposición en la corte a esta inaudita promoción para una mujer coreana que se vio obligado a dar marcha atrás y Toghon Temür no tuvo más elección que tomar como esposa a la sobrina de Bayan, Bayan Khutugh. En 1339, cuando la dama Qi dio a luz un hijo, que Toghon Temür decidió que sería su sucesor, fue capaz finalmente de elevar a la dama Qi como esposa secundaria en 1340.
A medida que Toghon Temür maduraba, llegó a desfavorecer el gobierno autocrático de Bayan. En 1340 la dama Qi se alió con el sobrino de Bayan Toqto'a, que también estaba en desacuerdo con Bayan, y lo asesinó. También desterró de la corte a El Tegüs y Budashiri. Con la ayuda de Toqto'a, logró purgar a los funcionarios que habían dominado la administración y que estaban planeando una rebelión contra Toghon Temür.
Después de la muerte de Bayan la  Emperatriz Bayan Khutugh fue despojada de su poder y la dama Qi fue nombrada en su lugar emperatriz.
En el año de 1339 la emperatriz Qi manda a su eunuco personal y sus soldados envenenar a Bayan Khutugh por causa de la muerte del hijo de Danashri el príncipe Maja el cual había sido envenenado por la emperatriz despojada; (Maja era en realidad hijo de la emperatriz Qi con el desterrado Rey de Goryeo Wang Jeong).

## Administraciones durante el reino medio
Con la muerte de Bayan, Toqto'a tomó el poder de la corte. Su administración exhibió claramente un nuevo espíritu. El joven líder fue rápido en distinguir su régimen como algo totalmente diferente del de Bayan. Un nuevo nombre de era chino, Zhizheng (chino: 至正), se decretó para mostrar esto. Las purgas de Bayan fueron suspendidas. Muchos de los grandes literatos chinos regresaron a la capital desde el retiro voluntario o desde el exilio administrativo y el sistema de exámenes imperiales fue restaurado.
Toqto'a también dio algunas señales tempranas de una dirección nueva y positiva en el gobierno central. Uno de sus proyectos exitosos fue terminar las historias oficiales estancadas de las dinastías Liao, Jin y Song, que finalmente se completaron en 1345.
Toqto'a renunció a su cargo con la aprobación de Toghon Temür en junio de 1344, marcando el final de su primera administración. Las varias administraciones de corta duración que siguieron a partir de 1344 hasta 1349 desarrollaron una agenda muy diferente de la de Toqto'a. En 1347, el emperador obligó a Toqto'a a marchar a Gansu con la ayuda de los ex oficiales Kuśala y Yesun Temür. En 1349, el emperador Huizong hizo regresar a Toqto'a, que comenzó su segunda administración.

## Retirarse hacia el norte
Los grupos rebeldes en el sur de China se unieron y establecieron la dinastía Ming, con Zhu Yuanzhang coronado como emperador Hongwu, que realizó expediciones militares al norte de China y derrotó al ejército Yuan en 1368. Cuando Köke Temür perdió las batallas contra el general Ming Xu Da y las tropas Ming se aproximaron a Hebei, Toghon Temür renunció a la capital Janbalic y huyó a Shangdu.
En 1369, cuando Shangdu también cayó bajo la ocupación de los Ming con la muerte del general Toqto'a, Toghon Temür huyó hacia el norte hasta Yingchang, que estaba situado en la actual Mongolia Interior. Murió allí en 1370 creyendo que había ganado la guerra pues la Emperatriz Qi en el lecho de muerte del emperador decidió mentirle para que durmiera tranquilo; su hijo Ayushiridara fue proclamado Biligtü Khan Ayushiridara y se retiró a Karakorum con la Emperatriz Qi (la emperatriz Qi desaparecería tiempo después).